# اسپرینگلی، سنت متیوز، کنتاکی
اسپرینگلی (به انگلیسی: Springlee) یک منطقهٔ مسکونی در ایالات متحده آمریکا است که در شهرستان جفرسون، کنتاکی واقع شده‌است. اسپرینگلی ۰٫۲ کیلومتر مربع مساحت و ۴۲۶ نفر جمعیت دارد و ۱۶۲ متر بالاتر از سطح دریا واقع شده‌است.